# Резистивное расстояние
Резистивное расстояние между двумя вершинами простого связного графа G равно сопротивлению между двумя эквивалентными точками электрической цепи, построенной путём замены каждого ребра графа на  сопротивление в 1 ом. Резистивные расстояния являются метрикой на графах.

## Определение
На графе G резистивное расстояние Ωi,j между двумя вершинами vi и vj равно
{\displaystyle \Omega _{i,j}:=\Gamma _{i,i}+\Gamma _{j,j}-\Gamma _{i,j}-\Gamma _{j,i}},
где Γ — обратная матрица Мура–Пенроуза матрицы Кирхгофа графа G.

## Свойства резистивного расстояния
Если i=j то
{\displaystyle \Omega _{i,j}=0.}
Для неориентированного графа
{\displaystyle \Omega _{i,j}=\Omega _{j,i}=\Gamma _{i,i}+\Gamma _{j,j}-2\Gamma _{i,j}}

### Общее правило суммы
Для любого простого связного графа {\displaystyle G=(V,E)} с N вершинами и произвольной {\displaystyle N\times N} матрицы M выполняется
{\displaystyle \sum _{i,j\in V}(LML)_{i,j}\Omega _{i,j}=-2\operatorname {tr} (ML)}
Из этого обобщённого правила суммы число связи может быть получено в зависимости от выбора M. Два из них
{\displaystyle {\begin{aligned}\sum _{(i,j)\in E}\Omega _{i,j}&=N-1\\\sum _{i<j\in V}\Omega _{i,j}&=N\sum _{k=1}^{N-1}\lambda _{k}^{-1}\end{aligned}}}
где {\displaystyle \lambda _{k}} — ненулевые собственные числа матрицы Кирхгофа. Эта сумма {\displaystyle \Sigma _{i<j}\Omega _{i,j}} называется индексом Кирхгофа графа.

### Связь с числом остовных деревьев графа
Для простого связного графа {\displaystyle G'=(V,E)} резистивное расстояние между двумя вершинами может выражено как функция на множестве остовных деревьев T графа G:
{\displaystyle \Omega _{i,j}={\begin{cases}{\frac {\left|\{t:t\in T,e_{i,j}\in t\}\right\vert }{\left|T\right\vert }},&(i,j)\in E\\{\frac {\left|T'-T\right\vert }{\left|T\right\vert }},&(i,j)\not \in E\end{cases}}},
где {\displaystyle T'} — множество остовных деревьев графа {\displaystyle G'=(V,E+e_{i,j})}.

### Как квадрат евклидова расстояния
Поскольку лапласиан {\displaystyle L} симметричен и положительно полуопределён, его псевдопобратная матрица {\displaystyle \Gamma } также симметрична и положительна полуопределена. Тогда существует {\displaystyle K}, такая, что {\displaystyle \Gamma =KK^{\textsf {T}}} и мы можем записать:
{\displaystyle \Omega _{i,j}=\Gamma _{i,i}+\Gamma _{j,j}-\Gamma _{i,j}-\Gamma _{j,i}=K_{i}K_{i}^{\textsf {T}}+K_{j}K_{j}^{\textsf {T}}-K_{i}K_{j}^{\textsf {T}}-K_{j}K_{i}^{\textsf {T}}=\left(K_{i}-K_{j}\right)^{2}}
это показывает, что квадрат резистивного расстояния соответствует евклидовому расстоянию в пространстве, натянутому на {\displaystyle K}.

### Связь с числами Фибоначчи
Веер — это граф с {\displaystyle n+1} вершинами, в котором есть рёбра между вершинами {\displaystyle i} и {\displaystyle n+1} для любого {\displaystyle i=1,2,3,...n,} и есть ребро между вершиной  {\displaystyle i} и {\displaystyle i+1} для всех {\displaystyle i=1,2,3,...,n-1.}
Резистивное расстояние между вершиной {\displaystyle n+1} и вершинами {\displaystyle i\in \{1,2,3,...,n\}}
равно {\displaystyle {\frac {F_{2(n-i)+1}F_{2i-1}}{F_{2n}}}}, где {\displaystyle F_{j}} — {\displaystyle j}-ое число Фибоначчи, для {\displaystyle j\geqslant 0}.